# الطاهر لعمري
 الطاهر لعمري، وتُكتب في بعض المصادر الطاهر العمري (من مواليد عام 1958 بالجزائر العاصمة) كاتب جزائري.

## الحياة المُبكّرة والتعليم
عاش طاهر لعمري في ليبيا من 1979 إلى 1984. أنهى دراساته في القانون، وبالضبط في تخصّص العلاقات الدولية، فعمل مترجمًا للسفارة الفرنسية في بنغازي. انتقل بعد ذلك إلى فرنسا، ويعيشُ منذ عام 1986 في مدينة رافينا بإيطاليا. نشر مجموعة من القصص لعلَّ أبرزها المجموعة القصصيّة التي صدرت باللغة الإيطاليّة تحت عنوان «sessanta nomi dell'amore» كما أصدرَ العديد من القصص القصيرة في إيطاليا.

## المسيرة المهنيّة
يحضرُ الطاهر لعمري ككاتب العديد من الندوات والمؤتمرات والأنشطة الثقافية المتعلقة بالأدب الأجنبي وأدب المهاجرين. شاركَ عام 1997 في المؤتمر الدولي للهجرة والصراعات في جامعة بولونيا، كما شارك في تموز/يوليو 2003 في الدورة الثالثة للكتاب المهاجرين الإيطاليين التي روَّجَت لها المجلة الأدبية سجارانا (بالإيطالية: Sagarana)‏. شاركَ في آذار/مارس 2004 في المؤتمر الثالث لثقافة الهجرة وآدابها في مدينة فيرارا، كما حضر مهرجان رافينا للثقافات المتوسطية الذي روَّجت له الجمعية في أيار/مايو 2007.
كتب وأخرج قصة فيديو بعنوان منزل الطوارق (بالإيطالية: La casa dei Tuareg)‏ قُدّمت في مسرح راسي في رافينا، كما كتب قصّة ثانيّة بالإيطاليّة بعنوان «Wolf e le elecubrazioni di un kazoo». فاز في حزيران/يونيو من عام 1995 بالجائزة في النسخة الأولى من مسابقة إكس وتراس (بالإيطالية: Eks & Tra)‏ الأدبيّة وذلك عن روايتهِ التي صدرت بالإيطاليّة – مثلما هي غالبيّة رواياته – تحت عنوان «عندها فقط: أنا متأكد من أنني سأفهم» {{إيطالية|Solo allora sono certo potrò capire. نُشرت في عام 1999 الترجمة الإنجليزية لهذه القصة في مختارات تقاطع طرق البحر الأبيض المتوسط.
تعاون الطاهر لعمري (أو الطاهر العمري) مع آي ميتيساج (بالإيطالية: I Metissage)‏ وتيريسا دي سيو (بالإيطالية: Teresa De Sio)‏ من أجل إخراج قصّة موسيقيّة بعنوان La ballata di Riva والتي استُخدمت في SOS Razzismo - Il Manifesto عام 1997. كتب الطاهر أيضًا قصّة موسيقيّة أخرى بعنوان Il pellegrinaggio della voc صدرت عام 2001 واستُخدمت في Teather Santarcangelo of Romagna. يحضرُ منذ عام 2005 ما يُعرف بالمشروع الأوروبي مع العديد من الكتاب والممثلين من مدن أوروبية مختلفة، كما تعاون مع رافينا تياترو في سرد القصص المسرحية للأطفال والكبار ، ونظم مهرجانين مع الجمعية الثقافية معًا من أجل الجزائر (بالإيطالية: Insieme per lAlgeria)‏.
نشر الطاهر لعمري قصّة Il pellegrinaggio della voce وMa dove andiamo؟ Da nessuna parte solo più lontano (بالعربيّة: إلى أين نحن ذاهبون؟ إلى أي مكان بعيد)، كما حصل كتابهُ sessanta nomi dellamore (بالعربيّة: أسماء الحب الستين) على جائزة السرد في المسابقة الدولية في مدينة أنغيلارا. كما أنّ طاهر العمري (أو الطاهر لعمري) محررٌ في سيتا ميتيسا (بالإيطالية: Città Meticcia)‏ وهي صحيفةٌ متعددة الثقافات تصدر مرتين في الشهر وتُروجّ لها جمعية ما في مدينة رافينا.

## قائمة أعماله
هذه قائمةٌ بأبرز أعمال الكاتب والأديب الجزائري الطاهر لعمري:
- "Solo allora sono certo potrò capire" (بالعربيّة: عندها فقط، أنا متأكد من أنني سأفهم) ، في Le voci dell'arcobaleno (أصوات قوس قزح) في روما بإيطاليا عام 1996[17]
- "Il pellegrinaggio della voce" (بالعربيّة: حج الصوت) و"Ma dove andiamo؟ Da nessuna parte solo più lontano "(إلى أين نحن ذاهبون؟ ليس في مكان أبعد فقط) في Parole di sabbia، Edizioni Il Grappolo عام 2002[18]
- أنا سيسانتا نومي ديلامور (أسماء الحب الستين) في روما عن دار فارا إيدتور عام 2006[19]

## روابط خارجية
- حوار مع الطاهر لعمري باللغة الإيطاليّة
- الطاهر لعمري في موسوعة الدراسات الأفرو أوروبية
- الطاهر لعمري في فارا إيدتور